# Waldkirch (Saint-Gall)
Pour la ville allemande, voir Waldkirch.
Waldkirch est une commune suisse du canton de Saint-Gall, située dans la circonscription électorale de Saint-Gall.

## Géographie

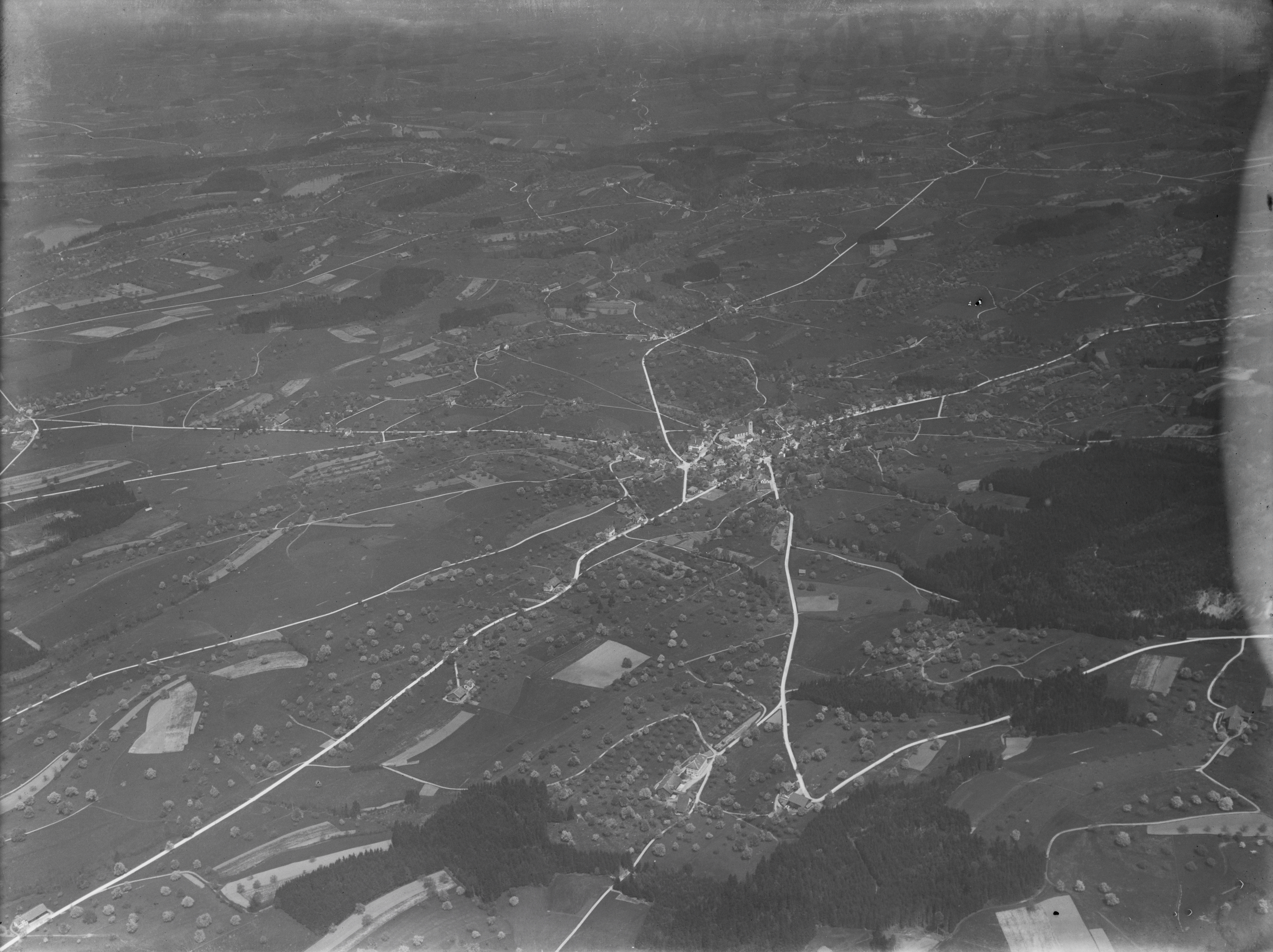
Photo aérienne prise à 1000 m par Walter Mittelholzer (1919)

Les communes limitrophes de Waldkirch sont Andwil, Hauptwil-Gooshaus et Gaiserwald. La grande ville proche est Gossau, distante d'environ 6 kilomètres. Zurich est à environ 57 kilomètres.
Waldkirch se situe à 13 kilomètres de la montagne Nollen.
Les communes limitrophes sont  Andwil, Bischofszell, Gaiserwald, Gossau, Hauptwil-Gottshaus, Häggenschwil, Niederbüren et Wittenbach.

## Histoire
Les habitants de Waldkirch se sont révoltés en vain en 1466 contre l'abbaye de Saint-Gall qui leur avait demandé de renoncer au traité de combourgeoisie qui les rattachait aux Appenzellois.

## Musée
- L'Elztalmuseum de Waldkirch (musée des automates à musique) contient notamment des orgues de barbarie et des instruments de musique typiques de fêtes foraines : un orgue de foire de Karl Frei fabriqué en 1949, long de 12 mètres et qui pèse 6 tonnes. Il comprend 650 tuyaux. Un autre orgue de foire du musée a été fabriqué au début du XXe siècle par Wilhelm Bruder Söhne[4]. Ce musée propose également des expositions temporaires, des cours et organise aussi des fêtes dans sa salle baroque.

## Monuments et sites proches
- L'Abbaye de Saint-Gall, classée au patrimoine mondial, située à environ 7 kilomètres de la commune de Waldkirch, a été construite au VIIe siècle, puis reconstruite en style baroque entre 1755 et 1768. Elle est célèbre pour sa cathédrale et sa bibliothèque qui compte de très anciens manuscrits, notamment des dessins d'architecture sur des parchemins.